# Artikel (skrift)
 For alternative betydninger, se Artikel. (Se også artikler, som begynder med Artikel)
Artiklen er det klassiske produkt af den journalistiske proces. Meget bredt kan den defineres som en sammenhængende og afgrænset bid af redaktionelt tilvirket og skriftligt udformet indhold i blade, aviser og magasiner. Mere specifikt kan den opdeles i en række journalistiske genrer. Udtrykket benyttes også om mindre afhandlinger trykt i videnskabelige tidsskrifter.